# Antonio García (novillero)
Antonio García (n. Chihuahua, estado de Chihuahua, 2 de agosto de 1986) es un torero mexicano, apodado El Chihuahua.
En 2007, sufrió una cornada de gravedad en la plaza de toros Nuevo Progreso de Guadalajara.
Logró triunfos destacados como novillero en el país, como su salida a hombros en 2007 en la Plaza de Toros Monumetal de la feria de San Marcos, en el estado de Aguascalientes, que no sucedía con un novillero mexicano desde tiempos de Valente Arellano.
Tomó la alternativa el 6 de julio de 2008 en la Plaza "Alberto Balderas" de Ciudad Juárez Chihuahua de manos de Eloy Cavazos y testigo el queretano Óscar San Román, con toros de Bernaldo de Quirós, con el toro "ponpon" N.º 535 de 481 kg. Perdió el rabo por pinchar en 3 ocasiones.[cita requerida]